# Vladimir Krylov
Pour les articles homonymes, voir Krylov.
Vladimir Valentinovitch Krylov (en russe : Владимир Валентинович Крылов), né le 26 février 1964 à Senguileï, est un athlète soviétique (russe), spécialiste du sprint et du 400 mètres.

## Biographie

### Palmarès
| Date | Compétition                    | Lieu      | Résultat | Épreuve   | Performance   |
| ---- | ------------------------------ | --------- | -------- | --------- | ------------- |
| 1985 | Coupe du monde des nations     | Canberra  | 5e       | 400 m     | 45 s 73       |
| 1986 | Championnats d'Europe          | Stuttgart | 1er      | 200 m     | 20 s 52       |
| 1986 | Championnats d'Europe          | Stuttgart | 3e       | 4 × 400 m | 3 min 00 s 47 |
| 1987 | Championnats d'Europe en salle | Liévin    | 2e       | 200 m     | 20 s 53       |
| 1987 | Championnats du monde          | Rome      | 5e       | 200 m     | 20 s 23       |
| 1987 | Championnats du monde          | Rome      | 2e       | 4 × 100 m | 38 s 02       |
| 1988 | Jeux olympiques                | Séoul     | 1er      | 4 × 100 m | 38 s 19       |
| 1990 | Championnats d'Europe          | Split     | 7e       | 100 m     | 10 s 30       |

### Performances
- 100 m : 10 s 13 (1988)
- 200 m : 20 s 23 (1987)
- 400 m : 45 s 20 (1986)